# Castrul roman Sacidava
Situl complex este situat la aproximativ 5 km nord-est de satul Dunăreni, comuna Aliman, județul Constanța, pe dealul Muzait. Este localizat pe malul drept al Dunării iar accesul se poate face pe drumurile DJ 223 și DC 51 Aici au fost identificate arheologic mai multe faze de locuire: o așezare getică, un castru roman rectangular (dimensiuni: 160 x 125 m) și încă o fortificație de dimensiuni reduse (aproximativ 70 x 40 m) din perioadă târzie și bizantină.
Castrul auxiliar, al cărui plan complet nu a fost restituit, ar data din vremea lui Traian,construcția lui fiind legată de bellum Dacicum. Conform izvoarelor epigrafice; aici a staționat cohors IV Gallorum până la detașarea din 114 în Tracia, când a înlocuit-o cohors I Cilicum millaria. În plus, ștampilele mai atestă prezența legiunilor I Italica și XI Gemina. 
Din structura fortificației romane târzii, unde a fost semnalată staționarea unui cuneus equitum scutariorum, au fost identificate mai multe elemente. Un zid de incintă cu o grosime de aproximativ 2 m, realizat în opus caementicium, opus incertum, opus caementicium incertum și opus quadratum compus din blocuri de calcar, șapte turnuri cu forma rectangulară, plus două porți. Pentru construirea acesteia, au fost folosite mai multe monumente ce formează spoila, în general stele funerare găsite în necropola timpurie. Intramuros, au fost identificate diferite structuri de locuire în diverse puncte ale perimetrului fortificației, dintre care un edificiu timpuriu de mari dimensiuni care a fost scos din uz în momentul reconstruirii curtinei (sec. al IV-lea).  Pe latura de S, materialul arheologic (ceramică, opaițe, monede) atestă cronologic toată durata existenței romane la Sacidava (sec. II- începutul sec. VII d. Hr). Nu mai puțin de 12 faze arheologice constructive au fost identificate, 10 dintre acestea datând din vremea Dominatului, incluzând primele decenii ale sec. al VII-lea din vremea lui Iustinian.